# Must carry
Na televisão à cabo, os governos regulamentam o termo must-carry quando colocam como garantia as emissoras de radiodifusão sendo distribuídas pelas prestadoras de TV por assinatura. Em abril de 2012, a Anatel começou a obrigar as operadoras a carregar canais abertos. A MTV Brasil (conhecida também como Abril Radiodifusão) anunciou que vai deixar a parabólica e deve estar em todas as operadoras de TV paga em breve.